# Bataille de Caporetto
Première Guerre mondiale
Batailles
Front italien
- 1re Isonzo (06-1915)
- 2e Isonzo (07-1915)
- 3e Isonzo (10-1915)
- 4e Isonzo (11-1915)
- 5e Isonzo (03-1916)
- Trentin (06-1916)
- 6e Isonzo (08-1916)
- 7e Isonzo (09-1916)
- 8e Isonzo (10-1916)
- 9e Isonzo (11-1916)
- 10e Isonzo (05-1917)
- Mont Ortigara (06-1917)
- 11e Isonzo (08-1917)
- Caporetto (12e Isonzo) (10-1917)
- Piave (06-1918)
- San Matteo (08-1918)
- Vittorio Veneto (10-1918)

Front d'Europe de l’Ouest
Front d'Europe de l’Est
Front des Balkans
Front du Moyen-Orient
Front africain
Bataille de l'Atlantique
La bataille de Caporetto (également appelée bataille de Karfreit par les empires centraux ou douzième bataille de l'Isonzo) est une bataille de la Première Guerre mondiale, qui eut lieu du 24 octobre au 9 novembre 1917 dans le Nord de l'Italie. Caporetto, aujourd’hui Kobarid en Slovénie, est alors le point central d'une offensive austro-allemande menée par Otto von Below qui bouscule les armées italiennes.
Cette bataille se solde par une très lourde défaite des Italiens, alors dans le camp de la Triple-Entente, face aux armées austro-allemandes. Les Italiens parviennent ensuite à stabiliser le front sur la ligne du Piave.

## Éléments de contexte
Depuis 1915, les militaires austro-hongrois tentent d'obtenir des Allemands leur concours pour permettre l'écrasement de l'Italie, tout en évitant toute ingérence allemande sur ce front. La disparition de toute menace directe sur le flanc sud de la monarchie donne à l'Autriche les capacités de mener, en lien avec les Allemands, une offensive sur le front italien.

### Le front italien à l'automne 1917
Les offensives italiennes de la fin de l'été avaient donné des résultats probants pour les Italiens : conquête de têtes de ponts sur l'Isonzo, parfois profondes de plusieurs kilomètres, mais au prix de pertes élevées.

### Le Reich sur le front italien
Dans le contexte des négociations autrichiennes avec les alliés, les Dioscures, Hindenburg et Ludendorff se montrent favorables à une action concertée contre l'Italie.
Le mois précédent, les forces austro-hongroises avaient reçu plusieurs divisions en renfort et des unités d'assaut spécialisées allemandes, pour étayer un front menacé de rupture. Six des divisions allemandes et neuf divisions austro-hongroises avaient été rassemblées pour former la nouvelle 14e armée, sous le commandement du général allemand Otto von Below.
De plus, l'ingérence allemande sur le front italien, le seul front sur lequel l'Allemagne n'a pas encore engagé de grandes unités, prive la double monarchie de sa dernière marge d'autonomie. En effet, comme l'explique l'empereur Charles à l'empereur Guillaume dans une lettre envoyée le 26 août 1917, une offensive menée en Italie avec les seules unités de la double monarchie est attendue et souhaitée par les soldats de la double monarchie. Ces considérations sont non seulement balayées par les militaires austro-hongrois, impatients de réduire l'Italie, mais aussi par les responsables politiques allemands, méfiants à l'égard du personnel politique de la double monarchie, soupçonné de vouloir négocier une paix séparée après une victoire face à l'Italie.
Ce soutien allemand, dans un contexte de lent épuisement de la monarchie danubienne, prive en réalité cette dernière de toute possibilité de sortie du conflit, mais les considérations de Charles Ier sont balayées par les militaires austro-hongrois.

## Plans et préparatifs austro-allemands
L'état-major autrichien prépare à partir du mois d’août cette grande offensive qui doit permettre la prise de contrôle de la Vénétie dans le cadre d'une guerre de mouvement. Cependant, le général allemand Ludendorff est associé à la préparation de cette offensive, et impose ses vues dans les objectifs assignés : les militaires du Reich souhaitent simplement éloigner la ligne de front du port de Trieste.

### Plan de campagne
Les plans germano-austro-hongrois visent simplement à repousser le front du voisinage de Trieste, comme le mentionne le plan allemand imposé aux stratèges austro-hongrois, et non, comme le souhaitent ces derniers, obliger l'Italie à se rendre.
Cependant, le plan adopté fait la part belle à une attaque dans les vallées, et non plus une attaque des crêtes. Les stratèges allemands assignent à leur offensive la ligne du Tagliamento comme objectif.

### Unités engagées
Treize divisions, sept allemandes et six austro-hongroises, placées sous le commandement d'Otto von Below, doivent former le groupe de choc, tandis que d'autres unités sont détachées pour les offensives secondaires. La masse de manœuvre déployée pour cette offensive est composée de 33 divisions germano-austro-hongroises, face aux 41 divisions alliées.
Une nouvelle tactique, importée du front russe est utilisée, pour combler le déséquilibre des forces en faveur des Italiens, l'attaque sur une portion limitée de front avec une supériorité écrasante : dans la zone de la percée, la supériorité de l'assaillant est écrasante, 7 divisions étant massées sur un front de 5 kilomètres de long.

### Moyens matériels engagés
De plus, les puissances centrales ont utilisé pour acheminer les hommes et le matériel employé sur le front italien une partie très importante du matériel ferroviaire de la double monarchie, mobilisant pour l'occasion 60 % des wagons fermés et 40 % des wagons ouverts à disposition de la double monarchie.

### Commandement
Dans le cadre de l'alliance entre le Reich et la double monarchie, le commandement allemand est placé sous le commandement nominal du haut-commandement austro-hongrois, les secteurs destinés à être le théâtre de cette offensive sont ceux choisis par les stratèges austro-hongrois.

### Les contre-mesures italiennes
Ces préparatifs ne sont pas inconnus de l'état-major italien, parfaitement renseigné par ailleurs par des déserteurs autrichiens. Cependant, une savante manœuvre d'intoxication abuse les Italiens sur l'objectif réel de l'offensive. De plus, les deux ajournements du lancement de l'offensive permettent non seulement un renforcement des capacités d'action des unités austro-allemandes, mais surtout n'incitent pas les responsables militaires italiens à maintenir leurs unités en état d'alerte, favorisant ainsi le succès austro-allemand.

## Déroulement
Le 24 octobre, dans la nuit, les forces d'Otto von Below, regroupées en territoire austro-hongrois dans la zone de Tolmino, Caporetto et de Plezzo le long du fleuve Isonzo, lancent l'offensive. La cible principale de la 14e armée allemande est la 2e armée italienne du général Luigi Capello, qui avait lentement constitué des positions défensives en vue de l'attaque austro-hongroise. La principale offensive de la 14e armée est soutenue par l'avancée des deux armées austro-hongroises de l'Isonzo. La 14e armée, opposée au sud à la 2e armée italienne, a reçu l'ordre de pousser vers la côte Adriatique en direction de Venise. Les armées de l'Isonzo, au nord de la 14e armée, doivent se diriger vers le sud-ouest, en Italie, vers le fleuve Piave, face à la 3e armée italienne commandée par Emmanuel-Philibert de Savoie.

### Premier choc

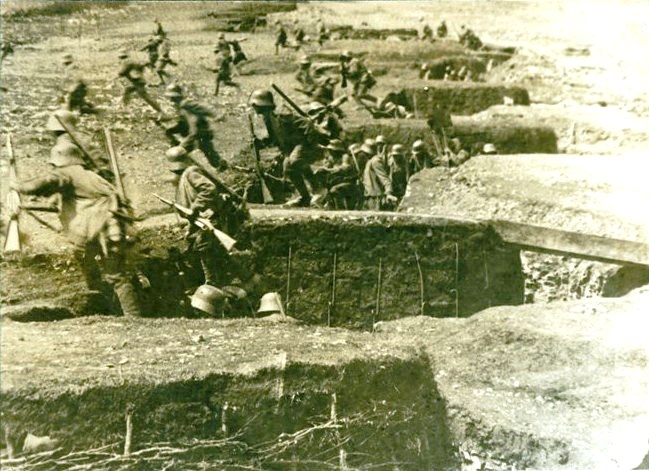
Fantassins austro-hongrois montant à l'assaut sur l'Isonzo, agence des correspondants de guerre de Vienne, 1916-1917

Le 24 octobre, le pilonnage germano-austro-hongrois commence, permettant la conquête rapide des premières lignes italiennes par les unités allemandes déployées dans le secteur.
Depuis un saillant, les Allemands appliquent les tactiques perfectionnées sur le front de l'Ouest, utilisant un barrage d'artillerie, rendu possible par le déploiement de près de 2 000 pièces d'artillerie, dont 500 de gros calibre, par l'emploi massif de gaz toxiques puis l'infiltration d'unités fortement dotées en grenades et en lance-flammes.
Le barrage d'ouverture sème la panique parmi les unités italiennes en première ligne, qui découvrent que leurs masques à gaz n'offrent aucune protection contre les gaz ennemis. Avançant sous la pluie et dans le brouillard et contournant des points de résistance, réduits par la seconde ligne austro-allemande, l'offensive gagne rapidement du terrain. Le 25, les attaquants ont effectué une percée de 24 km dans la ligne de front italienne, ce qui oblige le commandant en chef italien, le général Luigi Cadorna, à envisager un retrait de ses troupes vers le fleuve Tagliamento. Cependant, Luigi Cadorna ignore l'étendue de la percée et la puissance des forces ennemies qu'il affronte, principalement en raison des mauvaises communications avec les unités situées à l'avant. Il tente de reconstituer un front, mais ne peut que colmater des brèches de manière inefficace, avant de décider une retraite massive et de grande ampleur, dans un premier temps sur le Tagliamento, puis sur le Piave.
Au terme de trois jours de combats, le dispositif italien, déjà malmené, vole en éclats sous les coups de l'artillerie germano-austro-hongroise. L'ordre de se retirer sur les prochaines défenses est finalement émis le 27. Les armées italiennes très éprouvées se regroupent sur le Tagliamento à la fin du mois.

### L'exploitation de la percée
Le 2 novembre, l'objectif principal, la ligne du Tagliamento, est atteint par des unités allemandes qui le franchissent le lendemain.
Les troupes germano-austro-hongroises sont cependant arrêtées sur le Piave, la majeure partie des troupes italiennes en retraite étant parvenues à se replier derrière ce fleuve et à faire sauter les ponts, tandis que des renforts parviennent à stopper les unités germano-austro-hongroises éloignées de leurs bases de ravitaillement.
Les troupes italiennes, dans leur retraite rendue difficile par la saturation des routes, laissent à l’ennemi près de 300 000 prisonniers, la moitié de leur artillerie, soit 3 000 canons, 300 000 fusils, 73 000 animaux de bât, 2 500 automobiles et d'importants stocks de vivres.
Cependant, les conséquences du désastre ont été moindres qu'attendu, en raison des lacunes des puissances centrales et de la résistance italienne. En effet, des erreurs de commandement ont permis aux Italiens non seulement de sauver les restes de la IIe armée, mais aussi sur les ailes du front de maintenir leurs positions sur le mont Grappa. De plus, faute d'unités suffisamment rapides, la poursuite se révèle globalement un échec.

## Bilan

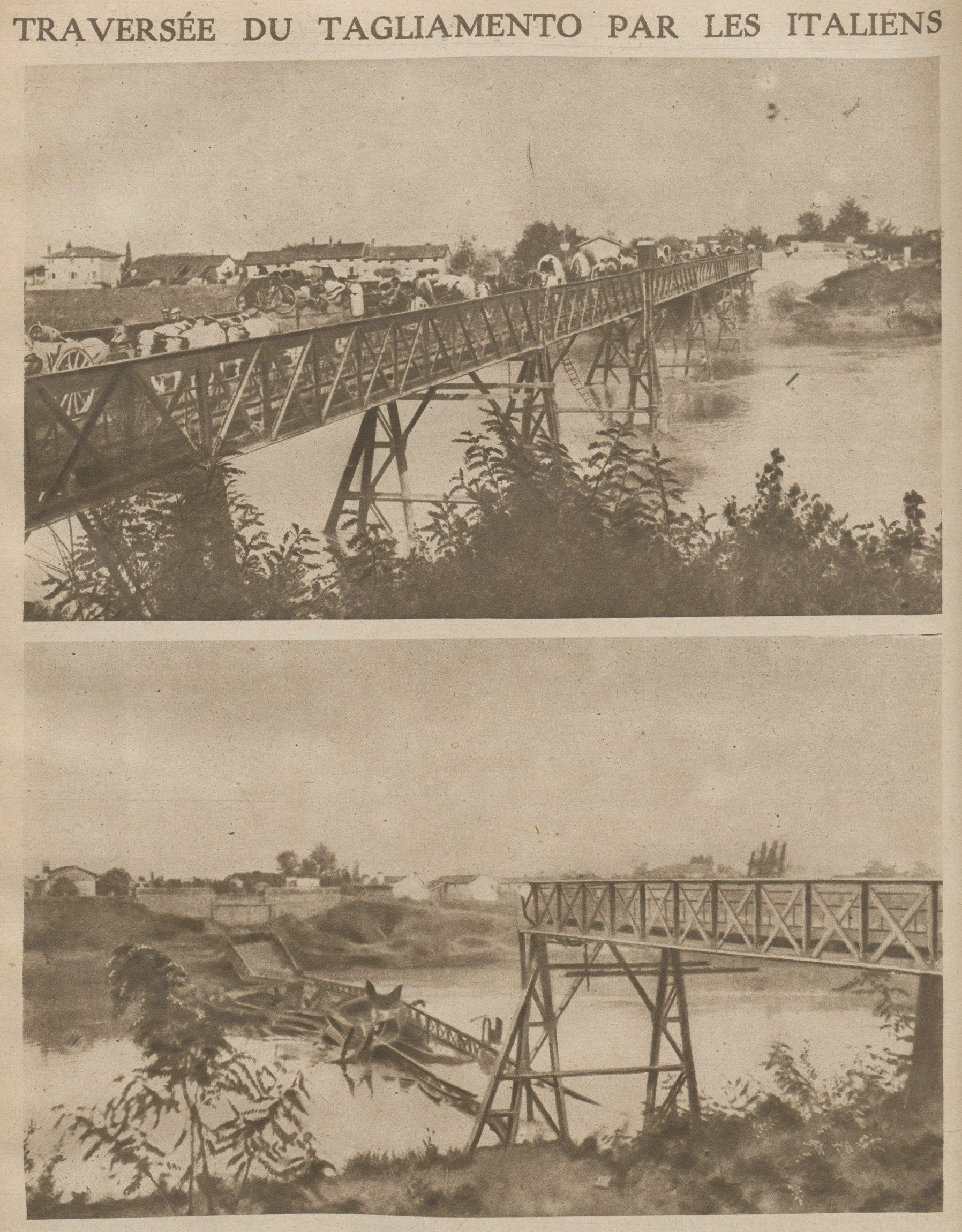
Retraite italienne sur le Tagliamento après la bataille de Caporetto, publié dans Le Miroir hebdomadaire photographique.

### Succès à court terme pour les empires centraux
Cette victoire permet aux forces germano-austro-hongroises de percer le front italien et de s'emparer d'une partie du territoire de la Vénétie, progressant de 100 kilomètres en direction de Venise. En outre, ce succès permet à leurs unités de se rééquiper : 3 136 canons, 1 732 mortiers de tranchée, 300 000 fusils, 73 000 chevaux et mulets, 2 500 automobiles, d'importantes quantités de vivres et de munitions sont saisis.
Mais elles ne peuvent franchir le fleuve Piave, où les Italiens, avec 51 divisions, appuyés par 6 divisions composées de forces françaises, britanniques et américaines, avaient mis en place des nouvelles lignes de défense.
Rapidement après la fin de la poursuite, les Allemands retirent les troupes qui ont participé à la victoire, conformément à l'idée de Ludendorff pour qui le front italien est d'importance secondaire. Le succès remporté en octobre ne le fait pas changer d'avis, malgré les demandes austro-hongroises.

### Pertes
Dans la bataille et dans la poursuite résultant de la percée austro-allemande, l'armée italienne perd plus de 330 000 soldats, 40 000 tués ou blessés et 295 000 prisonniers ; à ces pertes s'ajoutent les déserteurs, dont le nombre est estimé à 400 000 hommes.

### Conséquences politiques et diplomatiques
La victoire germano-austro-hongroise connaît des conséquences politiques importantes, non seulement au sein des puissances centrales, mais aussi dans le camp allié.
Sur le plan de la conduite générale du conflit, les ouvertures de paix de Charles Ier du printemps et de l'été sont maintenant caduques, de l'aveu même de l'empereur, et les projets de réforme de la double monarchie sont renvoyés à la fin du conflit. En outre, l'importance du butin engendre des tensions entre les Autrichiens et les Allemands, son partage créant des rivalités entre les deux alliés.
Pour les Alliés, Caporetto fournit également l'occasion d'un sursaut important. Le commandement est réorganisé en Italie, à la suite de l'arrivée au pouvoir de Vittorio Orlando, appelé à la faveur de la crise politique que traverse le royaume d'Italie à la suite de ce désastre. De plus, la débâcle fournit l'occasion pour le nouveau gouvernement d'écarter Luigi Cadorna du commandement de l'armée italienne. Pour les Alliés, le déploiement d'unités françaises et britanniques permet non seulement de renforcer le front italien, mais aussi de créer une solidarité de fait des combattants et des dirigeants politiques.

## Caporetto après Caporetto: une étonnante postérité
La bataille de Caporetto a joué un grand rôle dans l'imaginaire politique et militaire italien au cours des années 1919-1945.

### Durant la période fasciste
En effet, en 1938, Angelo Tasca fait le choix de nommer le chapitre 9 de son ouvrage Naissance du Fascisme : « Vers le Caporetto Socialiste ». Pour lui, à partir de ce moment, le PSI, en tant qu'organisation de masse, cesse d'exister, frappé d'une part par les bandes fascistes, d'autre part par le changement de politique du PNF à l'égard de la classe ouvrière. En effet, ce parti organise des syndicats fascistes, et écrase les syndicats liés à la CGL, qui finissent par ne plus être en mesure de résister dans le courant de l'année 1922.
En 1943 (avant le 25 juillet), un certain nombre de fascistes souhaitent faire revivre l'esprit de mobilisation qui a régné en Italie après cette défaite. Parmi eux Giovanni Gentile, dans un discours au Capitole le 24 juin 1943. Paradoxalement, des fascistes, comme Guido Buffarini Guidi partagent une analyse pessimiste de la situation de l'Italie, après les défaites italiennes en Russie et en Afrique, avec des intervenants italiens antifascistes sur Radio Londres : à savoir l'impossibilité pour un régime totalitaire, comme l'Italie fasciste, de définir un « espace de passion patriotique de défense comme celui du Piave ». Pour ceux qui sont restés fidèles à la monarchie, Caporetto est rappelé dans la lutte contre les Allemands, déjà adversaires en 1917. Certains résistants font en outre un rapprochement entre les lignes de front : en 1917, la Piave, en 1943, le Sud de Naples, Piave des Alliés.

### Après 1945
Enfin, dans la mémoire collective italienne, le nom de Caporetto reste synonyme de lourde défaite.

## Œuvres inspirées de cette bataille
- Ernest Hemingway raconte la bataille dans son roman L'Adieu aux armes.
- Le film La Grande Guerre présente une version tragicomique.
- Cette histoire-là d'Alessandro Baricco.
- Viva Caporetto! récit de Curzio Malaparte.
- L'histoire courte Sous le drapeau de l'argent présente dans l'album Les Celtiques des aventures de Corto Maltese d'Hugo Pratt, se déroule pendant cette bataille.